# زي روي
زي روي هو لاعب كرة قدم برتغالي في مركز نصف الجناح، ولد في 16 سبتمبر 1982 في فيلا فرانكا دي إكسيرا في البرتغال. شارك مع منتخب الرأس الأخضر لكرة القدم. أما مع النوادي، فقد لعب مع ألفيركا وسسكا صوفيا ونادي فيتوريا سيتوبال وناسيونال ماديرا ونافال.

## وصلات خارجية
- زي روي على موقع الاتحاد الدولي (مؤرشف)  (الإنجليزية)
- زي روي على موقع قاعدة بيانات كرة القدم.إي يو (الإنجليزية)
- زي روي على موقع ناشيونال فوتبول تيمز (الإنجليزية)
- زي روي على موقع Soccerway.com (الإنجليزية)